# Olivetti M24
L'Olivetti M24 è un personal computer prodotto presso lo stabilimento Olivetti di Scarmagno e venduto a partire dal 1984. Nacque come concorrente del PC IBM, praticamente del tutto IBM compatibile a livello hardware e software, ed ebbe grande successo su tutti i mercati mondiali.
Fu presentato a Londra il 29 marzo 1984, con l'intento di affermarsi almeno a livello europeo, insieme all'Olivetti M21, sua controparte portatile; con questi modelli Olivetti entrava nel campo dei compatibili, dopo il precedente M20 ben lontano da ogni compatibilità.
Lo stesso sistema era venduto internazionalmente con una serie di marchi; note e apprezzate erano le versioni USA, l'AT&T PC 6300 (un rebrand nato dall'accordo di Olivetti con AT&T) e lo Xerox 6060 Series. In Francia era disponibile il LogAbax PERSONA 1600.

## Caratteristiche tecniche
A differenza del PC IBM, che adotta il processore Intel 8088 con clock a 4,77 MHz, l'M24 adotta il più potente Intel 8086, con la velocità di clock di 8 o 10 MHz (il secondo nella versione SP), un bus dati a 16 bit in luogo di 8 bit e la possibilità di incrementarne le prestazioni diminuendo la velocità di refresh della memoria via software, grafica CGA o con acceleratore grafico NEC 6845 e 7 slot di espansione liberi. In una delle configurazioni tipiche costava circa sei milioni di lire alla data del gennaio 1986, equivalenti a 8.267 euro a giugno del 2022.
Le prestazioni migliorate rispetto al PC IBM non avevano inficiato sulla compatibilità, in quanto tecnici e ingegneri potevano lavorare sugli schemi e l'assembly del BIOS messo a disposizione dalla stessa IBM. Per rendere alta la compatibilità alla macchina erano associati due brevetti, uno per adattare la larghezza di bus da 16 bit a 8 bit (tipici della serie dei modelli IBM a partire dal 5150) e uno atto a garantire la compatibilità del software quando i relativi parametri si riferivano a interfacce video differenti nei formati diffusi all'epoca.

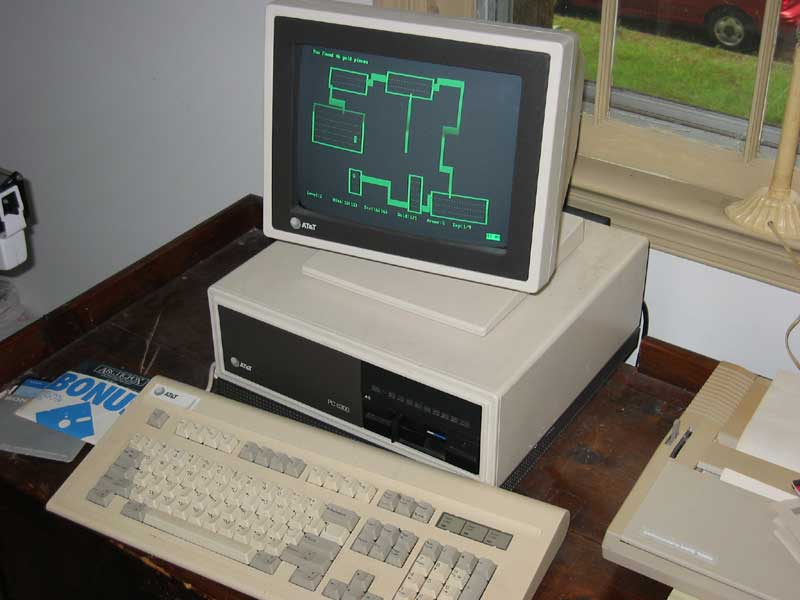
Un AT&T 6300 risalente a circa il 1986: i modelli precedenti avevano i tasti funzione incolonnati sul lato sinistro della tastiera anziché nella parte superiore come in questo modello. Sullo schermo il videogioco NetHack.

Era possibile la scelta della configurazione hardware e software, da 128 KiB a 640 KiB di RAM (ulteriormente espandibili con la memoria EMS), 16 KiB ROM, floppy disk drive a due unità o l'hard disk interno (solo inizialmente da 5 MB, poi 10 MB e da 20 MB), o perfino due dischi rigidi (uno dislocato esternamente), dal pur ottimo monitor Hantarex, Panasonic o Goldstar a fosfòri verdi (di base), oppure bianchi o ambra (disponibili come opzione) e ai modelli a colori prodotti da Mitsubishi o Toshiba. Già all'inizio del 1984 la configurazione standard era con 640 KiB e hard disk interno da 10 MiB o esterno da 27 MiB.

## Sistemi operativi e ambienti operativi

### Olivetti MS-DOS con Olivetti Software Library/Supplement Disks
A differenza di altri prodotti era più un concorrente che un semplice clone;  di solito, specialmente in Italia veniva equipaggiato con una versione di MS-DOS personalizzata e rimarchiata Olivetti MS-DOS, con a corredo il GW-BASIC i relativi manuali, e alcuni floppy disk aggiuntivi, la Olivetti Software Library e i supplement disk. Era comunque possibile utilizzare MS-DOS anche non personalizzato, versione 2.11 o successiva).

### UCSD-p con supporto e documentazione Olivetti
Era anche possibile equipaggiarlo altresì del potente e universale UCSD p-System (detto anche UCSD-p), un sistema operativo californiano multipiattaforma e semi-compilato (come Java), vagamente era simile allo Unix, compatibile con molte piattaforme hardware e più linguaggi di programmazione, ma basato e scritto in Pascal anziché in C.

### Olivetti PCOS
Poteva inoltre essere dotato del sistema operativo proprietario di Olivetti, il PCOS, molto più avanzato del solito MS-DOS, un sistema innovativo, cosiddetto "a scroll di menu" in luogo del prompt dei comandi. Questa scelta consentiva altresì di tenere la retrocompatibilità con il modello più "piccolo" della famiglia, l'M20.

### Microsoft XENIX: lo UNIX approda sui PC compatibili
L'M24 fu il primo personal computer della storia a poter essere equipaggiato del sistema operativo UNIX certificato, nello specifico la versione Xenix di origine AT&T sviluppata dai Bell Labs e dalle università americane e poi commercializzata e sviluppata da Microsoft in seguito allo scorporamento delle baby bells, e che in seguito fu ceduta a SCO. Sebbene la Microsoft si specializzò proprio nel porting dell'OS UNIX su piattaforma x86, fu altresì disponibile una versione compilata e adattata per Zilog Z8000, di cui peraltro era disponibile anche una scheda ad hoc per l'M24. Quando era installata la scheda di espansione sidecar, all'accensione il sistema chiedeva quale dei due sistemi si volesse utilizzare (PCOS o eventualmente XENIX 8000 su Z8000 oppure uno degli altri sistemi su i8086).

## Software
Naturalmente, assieme con MS-DOS furono disponibili numerosi programmi e pacchetti software, comprese le prime versioni di Microsoft Windows, Works, Multiplan, VisiCalc, Lotus 1-2-3, perfino Microsoft Flight Simulator e numerosi altri software che hanno fatto la storia dell'informatica, dimostrandosi perfettamente compatibile con l'IBM 5150 (il primo modello di PC IBM) anche con i test impegnativi, peraltro dimostrando performance spesso raddoppiate.

### Linguaggi di programmazione forniti dalla Casa
All'estesa possibilità di sistemi operativi si aggiungeva un'ampia possibilità di corredo software da Olivetti (più il parco disponibile da terzi), come linguaggi erano disponibili dal GW-BASIC a interpreti custom e il compilatore BASIC, il COBOL, il Pascal, il Fortran, il C e l'Assembly.

## Dotazione hardware di serie e opzionale
La dotazione di serie era particolarmente completa, prevedeva un'interfaccia RS-232C incorporata, una porta parallela Centronics, una scheda opzionale con processore Z8000 della Zilog, per consentire l'esecuzione in compatibilità con altri sistemi operativi, una ricca scelta fra tastiere (particolarmente complete anche rispetto agli standard attuali) con layout italiano o USA, già inizialmente per un totale di 24 layout (due italiane) compreso un modello perfettamente corrispondente allo standard IBM PC, la possibilità di avere espansioni di vario genere, un'interfaccia IEEE-488, una piastra per trasmissione sincrona, possibilità di espandere le connessioni fino a 4 porte seriali e 3 parallele, schede SCSI aggiuntive, modem, schede di rete LAN sia Ethernet che Token Ring, convertitori DAC e ADC, una serie di interfacce per stampa e una gamma intera di stampanti del marchio oltre alla compatibilità con altri modelli.
Il PC nasceva con una versione base di scheda grafica CGA (Colour Graphics Adapter) con un massimo di quattro colori e con una risoluzione massima di 640×400 pixel, due unità floppy disk drive da 5,25", 360 KB double sided e una memoria RAM di base di 128 KB espandibili a 640 KB, ma in realtà diventò ben presto standard la configurazione con 640 KiB e con la scheda a 16 colori (nel caso d'uso con monitor a colori).

### Aggiornamenti e macchine successive
A partire dal 1985 era disponibile nella linea Olivetti anche il modello superiore M28, con processore Intel 80286 a 8 MHz e scheda grafica identica a quella dell'M24 e 1 MB di RAM e l'M24 fu sostituito dal modello M240 del 1988, quantunque il successo della macchina perdurasse.
Sulle prime versioni non era prevista l'installazione di un hard disk, pertanto gli utenti avviavano la macchina con il sistema operativo MS-DOS in dotazione su floppy disk. 
Il suo enorme successo fece vendere il sistema in forma OEM per altre ditte: ad esempio la AT&T lo denominò AT&T 6300; questo modello, strutturalmente identico all'M24, differisce solo nell'alimentatore a 110V 60 Hz, oltre ad adottare l'hard disk Seagate ST-225, scelta imposta da AT&T, rispetto al prodotto O.P.E. In Francia il prodotto era commercializzato come Logabax 1600. 
Nell'ottobre 1985 Olivetti inizia a produrre per AT&T il 6300 Plus, dotato del processore 80286 in rivestimento  ceramico CLCC e frequenza di 6Mhz.